# Кубок России по кёрлингу среди мужчин
Кубок России по кёрлингу среди мужчин (Кубок России по кёрлингу среди мужских команд) — ежегодное соревнование российских мужских команд по кёрлингу. Проводится с 2008 года (???[уточнить]), в первой половине сезона (до Нового года). Организатором является Федерация кёрлинга России.

## Годы, города проведения и призёры
| Год, даты проведения | Город         | Золото | Серебро | Бронза |
| -------------------- | ------------- | --- | --- | --- |
| 2007 26—28 октября   | Москва        | «ЭШВСМ "Москвич"-1» (Москва) Александр Кириков | СКА-1 (Санкт-Петербург) Валентин Деменков | «Москва» Артём Болдузев |
| 2008 24—26 октября   | Москва        | «Москвич» (Москва) Андрей Дроздов, Алексей Стукальский, Антон Калалб, Владимир Собакин                                                                             | «ЭШВСМ "Москвич"-1» (Москва) Александр Кириков, Вадим Школьников, Алексей Камнев, Дмитрий Абанин                                                                   | «Лесгафтовец» (Санкт-Петербург) Антон Бобров, Александр Бойко, Владимир Бельмас, Александр Орлов, Дмитрий Мельников                                               |
| 2009 6—9 ноября      | Дмитров       | «Сборная Ленинградской области» Алексей Целоусов, Дмитрий Рыжов, Алексей Камнев, Александр Чугайнов                                                                | «ЭШВСМ "Москвич"-1» (Москва) Александр Кириков, Вадим Школьников, Роман Кутузов, Александр Козырев                                                                 | «Москвич» (Москва) Андрей Дроздов, Алексей Стукальский, Антон Калалб, Артём Болдузев                                                                              |
| 2010 4—7 ноября      | Тверь         | «Сборная Москвы» (Москва) Джейсон Ганнлансон, Джастин Рихтер, Тайлер Форест, Алексей Стукальский, запасной: Александр Козырев                                      | «Сборная Челябинской области-1» (Челябинск) Артём Шмаков, Михаил Брусков, Сергей Глухов, Дмитрий Миронов, запасной: Александр Житняк                               | «ЭШВСМ "Москвич"-2» (Москва) Вадим Стебаков, Вадим Раев, Сергей Манулычев, Александр Челышев, Артур Али                                                           |
| 2011 3—6 ноября      | Тверь         | «Юность-Метар-1» (Челябинск) Артём Шмаков, Михаил Брусков, Сергей Глухов, Дмитрий Миронов, запасной: Дмитрий Соломатин                                             | «ЭШВСМ "Москвич"-1» (Москва) Александр Кириков, Вадим Школьников, Артём Болдузев, Сергей Морозов, запасной: Александр Кузьмин                                      | «Адамант-1» (Санкт-Петербург) Алексей Целоусов, Пётр Дрон, Алексей Камнев, Артур Ражабов, Александр Бадилин                                                       |
| 2012                 | Не проводился | Не проводился | Не проводился | Не проводился |
| 2013 12—15 декабря   | Сочи          | «СКА-ШВСМ» (Санкт-Петербург) Александр Крушельницкий, Илья Бадилин, Владислав Гончаренко, Даниил Горячев                                                           | «Адамант-1» (Санкт-Петербург) Алексей Целоусов, Артём Шмаков, Алексей Тимофеев, Евгений Климов                                                                     | «Сборная Москвы-1» (Москва) Александр Кириков, Вадим Школьников, Владимир Собакин, Антон Калалб                                                                   |
| 2014 17—21 декабря   | Сочи          | «ШВСМ по ЗВС-1» (Санкт-Петербург) Александр Крушельницкий | «Адамант-1» (Санкт-Петербург) Алексей Целоусов | «Москвич-2» (Москва) Сергей Андрианов |
| 2015 16—20 декабря   | Сочи          | «Адамант-1» (Санкт-Петербург) Андрей Дроздов, Алексей Стукальский, Артур Ражабов, Антон Калалб, Пётр Дрон                                                          | «Сборная Москвы-2» (Москва) Александр Кириков | «Сборная Москвы-1» (Москва) Сергей Андрианов |
| 2016 3—8 декабря     | Сочи          | «Адамант 2» (Санкт-Петербург) Алексей Тимофеев, Алексей Целоусов, Даниил Горячев, Евгений Климов                                                                   | «Московская область 1» (Дмитров) Александр Ерёмин, Михаил Васьков, Алексей Тузов, Алексей Куликов, запасной: Кирилл Савенков                                       | «Адамант 1» (Санкт-Петербург) Алексей Стукальский, Андрей Дроздов, Пётр Дрон, Антон Калалб, запасной: Олег Красиков                                               |
| 2017 15—21 декабря   | Сочи          | «Москвич-Раев» (Москва) Вадим Раев, Артём Пузанов, Василий Тележкин, Николай Левашов                                                                               | «Адамант Санкт-Петербург 1» Алексей Стукальский, Андрей Дроздов, Артур Ражабов, Пётр Дрон, запасной: Пантелеймон Лаппо                                             | «Сборная Москвы» (Москва) Герман Доронин, Тимур Гаджиханов, Сергей Андрианов, Вадим Голов, Данила Цымбал                                                          |
| 2018 3—9 декабря     | Сочи          | «Краснодарский край 1» (Сочи) Сергей Глухов, Артур Али, Дмитрий Миронов, Антон Калалб                                                                              | «Москвич-МКК» (Москва) Вадим Раев, Евгений Архипов, Артём Пузанов, Николай Левашев, Андрей Шестопалов                                                              | «Адамант - Санкт-Петербург 1» Алексей Тимофеев, Алексей Стукальский, Артур Ражабов, Евгений Климов                                                                |
| 2019 2—6 декабря     | Сочи          | «Краснодарский край» (Сочи) Артур Али, Дмитрий Миронов, Арсений Мешкович, Степан Севрюков, запасной: Альберт Топчян                                                | «Комсомолл 1» (Иркутск) Андрей Дудов, Артём Каретников, Николай Лысаков, Михаил Власенко, запасной: Кирилл Грехнёв                                                 | «Новосибирская область» Артём Шмаков, Никита Кукунин, Иван Казачков, Даниил Зазульских                                                                            |
| 2020 6—12 октября    | Дмитров       | «Московская область 1» (Дмитров) Александр Ерёмин, Михаил Васьков, Алексей Тузов, Алексей Куликов, запасной: Кирилл Савенков, тренеры: А.Д. Грецкая, Д.Н. Степанов | «Санкт-Петербург 1» Алексей Тимофеев, Даниил Горячев, Евгений Климов, Артур Ражабов, запасной: Александр Быстров, тренер: Анастасия Брызгалова                     | «Комсомолл 1» (Иркутск) Андрей Дудов, Михаил Власенко, Николай Лысаков, Камиль Каримов, тренер: А.В. Трухина                                                      |
| 2021 4—8 декабря     | Сочи          | «Санкт-Петербург 1» Артур Ражабов, Даниил Горячев, Александр Быстров, Александр Терентьев, запасной: Михаил Андреев, тренеры: А.Д. Ражабов, И.В. Минин             | «Воробьёвы горы 1» (Москва) Александр Кириков, Вадим Школьников, Дмитрий Абанин, Сергей Морозов, запасной: Дмитрий Исаев, тренеры: С.Я. Калалб, В.Р. Барабанщикова | «Московская область 1» (Дмитров) Александр Ерёмин, Алексей Тузов, Пётр Кузнецов, Алексей Куликов, запасной: Кирилл Савенков, тренеры: А.Д. Грецкая, Д.Н. Степанов |
| 2022 4—8 декабря     | Самара        | «Московская область 1» (Дмитров) Михаил Васьков, Александр Ерёмин, Алексей Тузов, Алексей Куликов, запасной: Пётр Кузнецов, тренер: А.Д. Грецкая                   | «Комсомолл 1» (Иркутск) Николай Лысаков, Михаил Власенко, Камиль Каримов, Андрей Дудов, запасной: Данила Мухорин тренеры: А.М. Дудов, Е.В. Трухина                 | «Краснодарский край» (Сочи) Сергей Глухов, Артур Али, Евгений Климов, Антон Калалб, запасной: Дмитрий Миронов, тренеры: А.Н. Козырев, Е.А. Жиделев                |
| 2023 4—8 декабря     | Сочи          | «Санкт-Петербург 1» Алексей Тимофеев, Александр Крушельницкий, Артур Ражабов, Даниил Горячев, запасной: Евгений Климов, тренеры: А.К. Брызгалова, П.Д. Дрон        | «Краснодарский край» (Сочи) Дмитрий Миронов, Сергей ГлуховАртур Али, Арсений Мешкович, Антон Калалб, запасной: Артур Али, тренеры: Е.А. Жиделев, А.С. Козырев      | «Московская область 1» (Дмитров) Михаил Васьков, Александр Ерёмин, Алексей Тузов, Алексей Куликов, запасной: Пётр Кузнецов, тренер: А.Д. Грецкая                  |
| 2024 4—8 декабря     | Сочи          | «Санкт-Петербург 1» Алексей Тимофеев, Артур Ражабов, Евгений Климов, Даниил Горячев, запасной: Александр Терентьев, тренер: П.Д. Дрон                              | «Комсомолл 1» (Иркутск) Николай Лысаков, Михаил Власенко, Андрей Дудов, Кирилл Палагней, запасной: Роман Кинаш, тренеры: А.В. Трухина, Е.В. Трухина                | «Санкт-Петербург 2» Герман Доронин, Артём Букарев, Дмитрий Логвин, Александр Смородин, запасной: Андрей Зааль, тренер: К.Ю. Задворнов                             |

Составы команд указаны в порядке: четвёртый, третий, второй, первый, запасной, тренер; скипы выделены полужирным шрифтом.